# Slovénie aux Jeux olympiques d'hiver de 1998
Cet article contient des informations sur la participation et les résultats de la Slovénie aux Jeux olympiques d'hiver de 1998 à Nagano au Japon. La Slovénie était représentée par 34 athlètes. 
Le pays ne remporte aucune médaille lors de ces jeux et n'est donc pas présent dans le tableau des médailles, qui compte cette année 24 nations. 
Blaž Vrhovnik est, avec ses 16 ans, le plus jeune athlète de la délégation slovène,.

## Médailles
|          | Médaille d'or | Médaille d'argent | Médaille de bronze | Total |
| -------- | ------------- | ----------------- | ------------------ | ----- |
| Slovénie | 0             | 0                 | 0                  | 0     |

## Participants
- Aleš Brezavšček